# Селивёрстова, Ольга Сергеевна
О́льга Серге́евна Селивёрстова (род. 16 ноября 1986, Ухта, Коми АССР) — российская оперная певица (сопрано), солистка Большого театра, педагог, основательница проекта «Метаморфозы».

## Биография
Окончила Ухтинский технический лицей с золотой медалью. Затем два года училась в УГТУ на факультете «Экономика топливного комплекса», после чего приняла решение переехать в Москву.
В столице поступила в Академический музыкальный колледж при Московской консерватории имени П. И. Чайковского.
В 2007 году стала студенткой Московской государственной консерватории им. П. И. Чайковского, класс преподавателя Л. Б. Рудаковой. В 2013 году с отличием окончила Московскую консерваторию
С 2011 года начала вести активную преподавательскую деятельность.
В 2012 году переехала в Париж, где успешно прошла прослушивание в Молодёжную оперную программу Парижской национальной оперы. В качестве артистки Молодёжной программы выступала на сцене Пале Гарнье и Оперы Бастилии.
В тот же «парижский период» участвовала в концертах с оркестром Парижской национальной оперы в Пале Гарнье, в театре Шатле, в амфитеатре Бастилии. Также пела партии для Радио Франции, телеканала France 2, и на столичном фестивале Rive Gauche Musique.
С 2015 года — солистка оперной труппы Большого театра. Дебютировала с партией Мюзетты в опере «Богема» Дж. Пуччини. В Большом театре в репертуар певицы вошли партии Сюзанны в «Свадьбе Фигаро» Моцарта, Норины («Дон Паскуале» Доницетти), Софи («Кавалер розы» Р.Штрауса), Фьордилиджи («Так поступают все женщины» В. А. Моцарта), Герды («История Кая и Герды» Баневича), Снегурочки в премьере одноимённой оперы Римского-Корсакова, Коринны («Путешествие в реймс» Дж. Россини).
В мае 2018 года дебютировала в партии Марфы («Царская невеста») на сцене Большого театра Шанхая (гастроли Большого театра в Китае, дирижёр Туган Сохиев), в ноябре 2018 исполнила эту роль в прямой трансляции спектакля на телеканале Mezzo. В сентябре 2019 года исполнила партию царицы Милитрисы в премьере «Сказки о царе Салтане» Римского-Корсакова в Большом театре. В декабре 2020 года дебютировала в партии Виолетты («Травиата» Верди) на Исторической сцене Большого театра.
В 2019 году с успехом провела свой первый вокальный мастер-класс.
С 2020 года является членом совета по культуре при главе республики Коми и амбассадором культуры республики Коми.
В октябре 2021 года выпустила иммерсивный концерт-спектакль французской музыки «Метаморфозы», который стал началом одноимённого музыкально-образовательного проекта.
В том же году запустила серия мастер-классов по постановке разговорного голоса и групповой интенсив по дыханию для начинающих певцов.
В сезоне 2022/23 расширила цикл «Метаморфозы» образовательными спектаклями «Детские секреты», «Русские женщины» и «Карнавальная ночь».
В настоящее время ведёт активную концертную и театральную деятельность.

## Репертуар
Большой театр
- Мюзетта («Богема» Дж. Пуччини)
- Бригитта («Иоланта» П. Чайковского)
- Герда («История Кая и Герды» С. Баневича)
- Фьордилиджи («Так поступают все женщины» В. А. Моцарта)
- Норина («Дон Паскуале» Г. Доницетти)
- Сюзанна («Свадьба Фигаро» В. А. Моцарта)
- Фраскита («Кармен» Ж. Бизе)
- Александра («Идиот» М. Вайнберга)
- Снегурочка («Снегурочка» Н. Римского-Корсакова)
- Голос с неба («Дон Карлос» Д. Верди)
- Софи («Кавалер Розы» Р. Штраус)
- Коринна («Путешествие в Реймс» Дж. Россини)
- Марфа («Царская невеста» Н. Римского-Корсакова)
- Наяда («Ариадна на Наксосе» Р. Штраус)[4]
- Фея росы («Гензель и Гретель» Э. Хумпердинк)
- Донна Анна («Дон Жуан» В. А. Моцарт)
- Фламиния («Лунный мир» Й.Гайдн)
- Коринна («Путешествие в Реймс» Дж. Россини)
- Виолетта («Травиата» Дж. Верди)
- Милитриса («Сказка о царе Салтане») Римский-Корсаков

## Награды и премии
- 2008 — III премия II открытого Всероссийского конкурса имени В. Левко (г. Москва)[5].
- 2009 — I премия I Независимого Международного конкурса оперных исполнителей (г. Москва)[5].
- 2009 — лауреат фестиваля камерной музыки имени Н. Юреневой (г. Москва)[5].
- 2009 — III премия Московского Международного молодёжного фестиваля Ритмы Юности (г. Москва)[5].
- 2010 — лауреат II степени Международного фестиваля Окно в Европу (г. Санкт-Петербург)[5].
- 2010 — дипломантка Международного конкурса оперных певцов FLAME (г. Париж).
- 2016 — премия AROP[фр.] (г. Париж)[6].